# متلازمة التخلي عن الطفل
متلازمة التخلي عن الطفل هو حالة نفسية سلوكية تصيب الأطفال عند فقدان أحد الوالدين أو فقدان العائلة أو تخلي أحد الوالدين عنهم أو في حالة الانفصال بين الاب والام.ويكون له تأثير كبير على الطفل وقد يرافقه طوال حياته.وكثير من هذه الحالات موجودة لدى اليتامى بشكل خاص.العديد من البلدان، بما في ذلك روسيا والصين، لديها معدل مرتفع للغاية من الأطفال المتخلى عنهم جسديا. ففي تقرير لمنظمة هيومن رايتس ووتش عام 1998.م وجد أن اللجنة قد هجرت أكثر من 100,000 طفل سنويا من روسيا. يُفْصَل الآباء والأمهات عن أطفالهن لأسباب كثيرة، بما في ذلك مشاكل مع القانون، وانعدام الأمن المالي، والتحديات العقلية أو البدنية للطفل، وسياسات تحديد النسل في بعض الأحيان. يمكن فقدان أحد الوالدين غير الطوعي، مثل الطلاق أو الوفاة.

## الأعراض
يعاني الأطفال الذين تصيبهم هذه الحالة بردود فعلية غير جسمانية وبالاخص في المراحل المبكرة التي لا يستطيعون فيها التعبير عن مشاعرهم بالكلام، فيعانون من مشاكل في الأكل، مشاكل في النوم، والصحة العامة.عدم القدرة على الاستجابة بشكل ايجابي للقائمين على رعايته. تباطئ وانتقاص في تطور الطفل خاصة التطور الحركي واستقلاليته الحركية مثل الزحف، المشي، الكلام، والأكل وحده، يكثر من البكاء وعدم الراحة. ويلتصق بالوالد المتبقي طوال الوقت.أو الأشخاص القريبين إليه أو المعروفين عنده.بالايضافة إلى حالات فيزولوجية مرضية مثل
التبول الا ارادي ومص الاصبع.الشعور بالذنب والذي في بعض حالات كثيرة يشعر بالذنب.وقد يصبح بدون شخصية مستقلة أو قادرة على اتخاذ قرارات ولو بسيطة في حياته في مراحل نموه وبلوغه وبذلك يحاول الاستمرار بتقليد الأشخاص الآخرين أو الأشخاص الذين يشعر بالقرب منهم.وفي مراحل المراهقة وهي أهم المراحل الحساسة في هذه الحالة لانها تكون مملوءة بالعواصف العاطفية والعقلية بسبب التغيرات الجسمانية والهرمونية. وفي هذه المرحلة من العمر تتم عملية بناء الشخصية للإنسان من امور عاطفية نفسية وجسمانية وجنسية.لذلك إذا لم تراعِ شخصية الطفل في هذه المرحلة من العمر فانه يتعرض لبناء شخصية غير سوية فإما يميل إلى الجنون أو إلى التعرض لمرض عقلي.

## المعالجة
يقسم العلاج في هذه الحالة إلى علاج نفسي وهو الأهم وعلاج جسدي.
العلاج النفسي.يتنوع بشكل كبير لهذه الحالة ففي العيادات النفسية تشخص الحالة وتعطى الادوية المطلوبة من مهدأت الأعصاب وغير ذلك. ومن أهم العلاجات الناجعة هي العناية المركزة من قبل الأهل أو الأشخاص القائمين على رعاية الطفل لتعويضه عما فقد وعدم احساسه بفقدان أي شئ. منها حالات التبني أو التبرع برعاية الطفل اليتيم أو تقديم المساعدة للام أو الاب ليقضي وقتا أكبر مع الطفل.
العلاج الجسدي : تقديم الفيتامينات المهمة لتعيض الجسم في حالة سؤ التغذية أو اضطرابات النوم وغيرها من الأعراض المرافقة لهذه الحالة.